# Wilbert Lee O'Daniel
W. Lee « Pappy » O'Daniel, né le 11 mars 1890 et mort le 11 mai 1969, est une personnalité politique, un entrepreneur de meunerie et de la distribution des farines alimentaires, un propriétaire de sociétés d'assurance-vie, un animateur de radio, un musicien de old-time music et de Texas swing, et un auteur-compositeur-interprète américain.
W. Lee « Pappy » O'Daniel est le 34e gouverneur du Texas. Il est resté fameux pour le caractère populiste de ses campagnes électorales. Démocrate conservateur, il s'appuie sur la célébrité que lui confèrent les émissions de radio qu'il anime, sur la présence dans de nombreux foyers texans de sa marque de farine et de biscuits Hillbilly Flour, et sur le succès de certaines de ses compositions. Il est notamment l'auteur de la chanson « Beautiful Texas ».
Sa légendaire et météorique carrière politique inspire le personnage de « Ménélas Pappy O'Daniel », que Charles Durning interprète dans le film O'Brother de Joel et Ethan Coen.

## Biographie

### Enfance et jeunesse
Wilbert Lee O'Daniel, est l'un des deux enfants de William Barnes O'Daniel et de Alice Ann Thompson-O'Daniel. Il nait le 11 mars 1890 à Malta dans l'Ohio. Son père qui est un ancien combattant de la Guerre de Sécession, meurt dans un accident du travail, sur un chantier de construction, peu après sa naissance, et avant que le petit garçon n'ait atteint l'âge de cinq ans, sa mère qui s'est remariée, s'installe avec son époux, un vieil ami veuf qui a lui-même deux enfants, dans une ferme située dans le Comté de Reno au Kansas.
Il est le frère de l'auteur-compositeur-interprète Raymond Lee O'Daniel, dit Buck O'Daniel, et l'oncle de l'auteur-compositeur-interprète Raymond Michael O'Daniel, dit Mike O’Daniel.
Il fréquente l'école publique à Arlington dans l'État du Kansas. Quand il termine ses études au lycée, en 1907, il ouvre un restaurant qu'il revend 100 dollars qu'il utilise pour s'inscrire à « l'École de Commerce de Salt City » (Salt City Business College) à Hutchinson au Kansas où il obtient, en huit mois au lieu de deux ans, un diplôme d'études universitaires générales.

### Le minotier
En 1908, il est embauché comme sténographe et comme comptable de minoterie située à Anthony au Kansas. Quelques années après, il devient directeur commercial d'une société de minoterie plus importante à Kingman au Kansas.
Le commerce des farines est une très grosse affaire dans le nord du Texas et en Oklahoma au début du XXe siècle. Les propriétaires s’aperçoivent que les terres sont propices à la culture des céréales vers le tournant du siècle, et dès 1914, ces deux États produisent plus du double de farine qu'ils n'en fournissaient quinze ans avant.
En 1917, il devient l'un des associés de la société de minoterie The Independent Milling Company et le 30 juin 1917, il épouse Merle Estella Butcher, elle aussi diplômée de « l'École de Commerce de Salt City ». Le couple déménage à Kingman au Kansas, ou nait le 4 décembre 1918, leur fils aîné Pat O'Daniel.
En 1920, The Independent Milling Company dépose le bilan et Wilbert Lee O'Daniel est embauché par la société de minoterie United State Milling Company à Kansas-City où nait Mike O'Daniel, le second fils du couple. La famille déménage ensuite à La Nouvelle-Orléans ou Molly O'Daniel, la fille du couple voit le jour le 14 février 1922.
Le 4 juillet 1925, après la faillite de la United State Milling Company, la famille s'installe à Fort Worth au Texas où Wilbert Lee O'Daniel trouve un poste de directeur commercial à la Burrus Mill and Elevator Company, la société de minoterie de J. Perry Burrus, qui fabrique et distribue la farine Light Crust.
Wilbert Lee O'Danie fait rapidement son trou dans les milieux d'affaire de Fort Worth. Le jeune commercial adhère à la Magnolia Christian Church (en). Il modifie son nom en W. Lee O'Daniel, expliquant aux uns que sa mère a tenu à ce qu'on le nomme ainsi en l'honneur d'un certain Docteur Lee qui l'a mis au monde, et disant aux autres que l'un de ses oncles, qui a été un soldat Yankee de la guerre civile, avait voulu qu'on le nomme ainsi afin d'honorer la famille de confédérés qui avaient pris soin de lui pendant sa convalescence.

### L'animateur de radio et le pionnier du Texas Swing

#### L’essor de la radio au Texas dans les années 1930
Des licences qui permettent de diffuser des programmes radio sont accordées, aux États-Unis, dès 1920. Les stations de radio utilisent d'abord des émetteurs de faible puissance qui permettent surtout de couvrir une zone urbaine. À partir de 1928, des émetteurs plus puissants sont autorisés et les fréquences allouées à des stations locales, des stations régionales et à des stations dites « clear channel » ou « de service rural » qui se voient attribuer des fréquences spécifiques et qui sont capables de couvrir de larges zones du pays.
Vers le milieu des années 1930, il existe 29 stations qui exploitent la puissance maximale autorisée de 50 000 watts de leurs équipements de transmission. À la fin des années 1930, le Texas est couvert par 56 stations de radios dont 4 stations de service rural : WBAP (en) à Dallas et Fort Worth, KRLD (en) à Dallas, et WOAI (en) à San Antonio. Beaucoup de ses stations jouissent de contrats d'affiliations avec NBC ou CBS qui permettent à leurs auditeurs d'écouter les mêmes programmes populaires.
L'équipement des ménages en récepteur de radio est l'une des grandes affaires des années 1930 aux États-Unis. À l'échelle du pays, le poste de radio équipe 27 % de ceux-ci au début de la décennie et 80 % d'entre eux à sa fin. Au Texas, le recensement de 1940 constate sa présence dans 80 % des ménages urbains et 63 % de leurs homologues ruraux.

#### The Light Crust Doughboys Are on the Air
En 1928, Wilbert Lee O'Daniel devient responsable de la publicité radiophonique de la Burrus Mill and Elevator Company. Il commence à écrire des poèmes, des chansons, et des commentaires religieux qui sont destinés à être diffusés sur les ondes.
La carrière musicale de Wilbert Lee O'Daniel commence lorsque Will Ed Kemble et Truett Kimzey le persuadent d'avoir recours aux services de Bob Wills et de son orchestre pour agrémenter les publicités qu'il achète, pour le compte de la Burrus Mill and Elevator Company, à la station de radio KFJZ. KFJZ est alors l'une des trois principales radios qui émettent depuis Fort Worth. La plus puissante WBAP (« We Bring a Program ») a été fondée par Amon G. Carter (en), le fondateur du Fort Worth Star-Telegram. KFJZ appartient à la famille Meacham et dispose d'un émetteur de 150 watts seulement.
Bob Wills forme, avec le guitariste Herman Arnspiger, un groupe qui comprend, en 1931, le chanteur Milton Brown, son frère Derwood Brown, lui aussi guitariste, et Clifton Johnson au banjo ténor. Le groupe a été créé en 1929 par Bob Wills et Herman Arnspiger sous le nom de Wills Fiddle Band et anime des bals maison dans la région de Fort Worth. Après la rencontre avec les frères Brown et l'engagement de Clifton Johnson, ils commencent à produire des animations publicitaires sur les stations de radio de la région de Fort Worth, notamment pour la société Aladdin Lamp Company, et prennent, en son honneur le nom de Aladdin Laddies. Les émissions auxquelles les Aladdin Laddies participent, sont transmises depuis le magasin de meubles des Kemble Brothers qui dispose comme de nombreux négoces semblables, à cette époque, d'un large assortiment de disques. Will Ed Kemble contacte plusieurs dirigeants de la Burrus Mill and Elevator Company pour leur présenter les avantages que les prestations des Aladdin Laddies avaient apportées à son commerce, et les convaincre de sponsoriser Bob Wills et son orchestre pour une période d'essai d'un mois sur KFJZ. Truett Kimzey rencontra Wilbert Lee O'Daniel, qui est une connaissance de Will Ed Kemble pour lui expliquer que la société Aladdin Lamp Company a retiré son financement au groupe et finit par le convaincre de tenter l'essai.
Ce qui devait devenir l'une des émissions de radio les plus populaires des années 1930, a des débuts modestes dans une arrière salle des magasins Kemple. Bob Wills au cours de l'une des premières émissions présente le groupe comme les Light Crust Doughboys, et Truett Kimzey qui est alors l'unique ingénieur du son de KFJZ, commence à l'utiliser pour les présenter. L'initiative flatte les responsables de la Burrus Mill and Elevator Company qui sont impressionnés par la quantité de courrier qui parvient à KFJZ, d'auditeurs qui apprécient le groupe, mais pas suffisamment pour qu'ils songent à proposer à ses membres un salaire.
Selon Derwood Brown, il est peu probable que Wilbert Lee O'Daniel se soit beaucoup intéressé aux premières émissions. Il rédige des slogans publicitaires qu'il envoie à Truett Kimzey afin qu'il les lise, et au bout de deux semaines, licencie l'orchestre parce qu'il n'aime pas leur « musique de péquenauds » (« hillbilly music »). KFJZ continue à diffuser le programme à cause de la quantité de courrier que la station de radio a reçu, et Bob Wills entreprend le siège du bureau de Wilbert Lee O'Daniel. Les deux hommes finissent par convenir d'un contrat de travail dans lequel les musiciens, en plus de leurs prestations à la radio doivent travailler huit heures par jour pour la Burrus Mill and Elevator Company. Bob Wills doit conduire un camion, Herman Arnspiger travaille comme employé de base et Milton Brown participe à la promotion commerciale des produits. Au bout de cinq à six semaines, Herman Arnspiger se rebelle et l'on convient d'un nouvel accord dans lequel les musiciens font seulement de la musique, mais doivent répéter quarante heures par semaine.
Bob Wills et Wilbert Lee O'Daniel écrivent une chanson thème sur l'air de la chanson Eagle Riding Papa from Tennessee, que le groupe enchaîne dès que Truett Kimzey a lancé le slogan « The Light Crust Doughboys Are on the Air » (« Les garçons de la Pâte à la Croute Légère sont en Ondes ») et derrière laquelle ils enchaînent des morceaux de jazz, de violon traditionnel, de blues et des ballades. Le succès du groupe est si rapide qu'au bout d'un mois, Wilbert Lee O'Daniel, reconnaissant que la marque gagne, grâce à eux, des clients, augmente leur salaire de 22 dollars à 50 dollars par semaine.

## Gouverneur du Texas
Poussé par les courriers qu'il reçoit de ses auditeurs, il entreprend, le 1er mai 1938, une campagne afin d'être élu gouverneur du Texas. Il présente les dix commandements comme étant son programme et la « règle d'or » sa devise. Accompagné par les Hillbilly Boys, muni de sa Bible, il organise des meetings qui attirent des foules, surtout dans les zones rurales, devant lesquelles il plaide l'abolition de la capitation, la baisse des impôts, l'augmentation des retraites et l'abolition de la peine de mort. Il enlève l'investiture du parti Démocrate du Texas sans même que la campagne des primaires se termine par le scrutin habituel.

### Monographies et ouvrages généraux
- (en) Ken Collier, Steven Galatas et Julie Harrelson-Stephens, Lone Star Politics : Tradition and Transformation in Texas, Thousand Oaks, Sage/CQPress, 2013, 528 p. (ISBN 978-1-4522-1769-7, lire en ligne).
- (en) Bill Crawford, Please Pass the Biscuits, Pappy, Pictures of Governor W. Lee « Pappy » O'Daniel, Austin, University of Texas Press, 2004 (ISBN 978-0-292-70575-3).
- (en) John Mark Dempsey (préf. Art Greenhaw), The Light Crust Doughboys are on the Air : Celebrating Seventy Years of Texas Music, Denton, University of North Texas Press, 1954, 294 p. (ISBN 1-57441-151-9, lire en ligne).
- (en) June RayfieldWelch, The Life Story of W. Lee O’Daniel, Dallas Regional Press/Kessinger Publishing, LLC, 1938 (ISBN 1-432-5732-76 et 9-781-4325-7327-0).

### Ressources en ligne
- (en) « Texas Governor W. Lee O'Daniel: An Inventory of Records at the Texas State Archives, 1938-1941, undated (bulk 1939-1941) », sur lib.utexas.edu, Biographical Sketch, Texas State Library and Archives Commission Archives (consulté le 2 juin 2011)[note 2].